# Kay Panabaker
Stephanie Kay Panabaker, bolje poznana kot Kay Panabaker, ameriška filmska, gledališka in televizijska igralka ter pevka, *2. maj 1990, Orange, Teksas, Združene države Amerike. Je sestra igralke Danielle Panabaker, najbolje poznane po filmu Sky High: Šola za junake.

## Zgodnje življenje in začetek kariere
Stephanie Kay Panabaker se je rodila 2. maja 1990 v Orangeu, Teksas, Združene države Amerike kot hči Donne in Harolda Panabakerja. Z igranjem je začela v gledališčih v Chicagu, Illinois; Philadelphii, Pensilvanija; in Atlanti, Georgia. Tudi njena starejša sestra, Danielle je igralka.
Med vsemi igralskimi projekti Kay Panabaker vseeno ni pozabila na izobrazbo. Srednjo šolo je končala pri trinajstih letih, pri petnajstih pa kolidž. Dobila je dve akademski štipendiji za kolidž Glendale Community College, kjer je študirala igranje.
Če ne bi bila igralka, bi bila učiteljica. Za to delo naj bi jo navdihnil njen učitelj iz osnovne šole in sama je upala, da bo, ko bo sama končala s šolanjem, učila 4. in 5. razred osnovne šole.

## Kariera
Kay Panabaker je imela v začetku kariere leta 2001 veliko stranskih vlog v raznih televizijskih dramah in telenovelah. Upodobila je Alice Brand v televizijski seriji Sedma nebesa, Melisso Rue v televizijski seriji Urgenca, Saro v televizijski seriji Port Charles, Carrie Bauer v televizijski seriji The Brothers García, Ellisho v televizijski seriji Jasnovidka in Lindsey Willows v televizijski seriji Na kraju zločina. Leta 2002 je dobila vlogo Sam LaRoche v filmu Smrtonosna vročica, sicer pa je glas posodila v Disney/Pixar-jevem animiranem filmu Pošasti iz omare. V letih 2004 in 2005 je igrala Nikki Westerly v WB-jevi televizijski seriji Življenje na plaži, s katero je tudi zaslovela in doživela svoj preboj. Kot George se je leta 2007 pojavila tudi v filmu Nancy Drew poleg Emme Roberts in Amy Bruckner.
Imela je tudi stransko vlogo v televizijski seriji z naslovom Phil v prihodnosti, kjer je igrala Debbie Berwick, prijateljico Pim Diffy, ki jo je upodobila Amy Bruckner, njena kolegica iz filma Nancy Drew. Kot Emily Watson je poleg Kylea Masseyja in Mitchela Mussa igrala v filmu Life Is Ruff. V juliju 2006 smo jo lahko videli v filmu Read It and Weep (ki je temeljil na knjigi How My Private Personal Journal Became a Bestseller), v katerem je igrala tudi njena starejša sestra Danielle Panabaker. Istega leta je prvič igrala v Disney Channel Games, uvrščena je bila v rdeče moštvo skupaj z igralci, kot so Zac Efron, Anneliese van der Pol, Moises Arias, Dylan Sprouse in Shin Koyamada. Za nastop v le-teh se je lahko zahvalila filmu So Hot Summer!. Njen naslednji film je bil televizijski film z naslovom Custody, ki je izšel septembra 2007. Leta 2008 je igrala v ABC-jevem filmu Veseli taborniki. Za tem je dobila vlogo v filmih Moondance Alexander in A Modern Twain Story: The Prince and the Pauper skupaj z Dylanom in Coleom Sprousom. Kay Panabaker pa je na Slovenskem najbrž najbolje poznana kot Jenny iz filma Fame: Sanje o slavi, ki je v slovenskih kinematografih izšel oktobra 2009, v ameriških pa mesec prej.

## Zasebno življenje
Dobila je dve akademski štipendiji za kolidž Glendale Community College, kjer je študirala igranje. Kolidž je končala pri petnajstih letih.
Trenutno skupaj s starši, dve leti in pol starejšo sestro Danielle in jorkširskim terierjem Peanutom prebiva v Los Angelesu, Kalifornija.
Dva izmed njenih najljubših hobijev sta branje in potovanje.

## Filmografija

### Filmi
| Leto | Naslov                                          | Vloga               | Opombe         |
| ---- | ----------------------------------------------- | ------------------- | -------------- |
| 2001 | Pošasti iz omare                                | Various             | Glas           |
| 2002 | Smrtonosna vročina                              | Sam LaRoche         |                |
| 2005 | Life Is Ruff                                    | Emily Watson        | Glavna vloga   |
| 2006 | Read It and Weep                                | Jamie Bartlett      | Glavna vloga   |
| 2007 | Nancy Drew                                      | George              | Stranska vloga |
| 2007 | Moondance Alexander                             | Moondance Alexander | Glavna vloga   |
| 2007 | A Modern Twain Story: The Prince and the Pauper | Elizabeth           | Glavna vloga   |
| 2007 | Custody                                         | Amanda Gordon       | Glavna vloga   |
| 2008 | Veseli taborniki                                | Dylan               | Glavna vloga   |
| 2009 | Fame: Sanje o slavi                             | Jenny               | Glavna vloga   |

### Televizija
| Leto | Naslov                       | Vloga                             | Opombe |
| ---- | ---------------------------- | --------------------------------- | ------ |
| 2002 | Port Charles                 | Sara                              |        |
| 2002 | The Jamie Kennedy Experiment | Kelly                             |        |
| 2002 | Angel                        | Mesekthet                         |        |
| 2002 | Sedma nebesa                 | Alice Brand                       |        |
| 2002 | Urgenca                      | Melissa Rue                       |        |
| 2003 | The Division                 | Susie Jenkins                     |        |
| 2003 | The Brothers García          | Carrie Bauer                      |        |
| 2004 | Življenje na plaži           | Nikki Westerly                    |        |
| 2004 | Phil v prihodnosti           | Deborah Hortence »Debbie« Berwick |        |
| 2005 | Medium                       | Ellisha                           |        |
| 2006 | Na kraju zločina             | Lindsey Willows                   |        |
| 2006 | American Dragon: Jake Long   | Lacey                             |        |
| 2006 | Disney Channel Games         | Ona                               |        |
| 2007 | Dva moža in pol              | Sophie                            |        |
| 2007 | The Winner                   | Viveca                            |        |
| 2007 | Paglavca v hotelu            | Amber                             |        |
| 2007 | Weeds                        | Amelia                            |        |
| 2007 | Zvezde na sodišči            | Abby Holt                         |        |
| 2007 | Šepetalka duhov              | Marlo Sinclair                    |        |
| 2008 | Being Bailey                 | Bailey                            |        |
| 2008 | Zip                          | Ellie                             |        |
| 2008 | Talenti v belem              | Emma Andersen                     |        |
| 2009 | Laži mi                      | Emily Lightman                    |        |
| 2009 | Mental                       | Aynsley Skoff                     |        |

## Diskografija

### Soundtracki
| Leto | Ustvarjalec   | Pesem                | Izid                                                                                     |
| ---- | ------------- | -------------------- | ---------------------------------------------------------------------------------------- |
| 2006 | Jordan Pruitt | "Outside Looking In" | v glasbenem albumu No Ordinary Girl in filmu Read It and Weep (singl za promocijo filma) |

## Nagrade in nominacije
| Leto | Nagrada            | Rezultat   | Vloga                                              |
| ---- | ------------------ | ---------- | -------------------------------------------------- |
| 2003 | Young Artist Award | Nominirana | Melissa Rue v Urgenca za epizodo »The Letter«      |
| 2004 | Young Artist Award | Nominirana | Youth Anti-Smoking PSA                             |
| 2005 | Young Artist Award | Nominirana | Debbie Berwick v Phil v prihodnosti                |
| 2005 | Young Artist Award | Dobila     | Nikki Westerly v Življenje na plaži                |
| 2007 | Rising Star Award  | Dobila     |                                                    |
| 2007 | Young Artist Award | Dobila     | Moondance Alexander v Moondance Alexander          |
| 2008 | Young Artist Award | Nominirana | Moondance Alexander v Moondance Alexander          |
| 2008 | Young Artist Award | Nominirana | George v Nancy Drew skupaj z ostalo igralsko ekipo |